# ميشيل مورغان (ممثلة أمريكية)
ميشيل مورغان (بالإنجليزية: Michele Morgan)‏ هي ممثلة أمريكية، ولدت في 1970 في الولايات المتحدة.

## وصلات خارجية
- ميشيل مورغان على موقع IMDb (الإنجليزية)
- ميشيل مورغان على موقع قاعدة بيانات الفيلم (الإنجليزية)